# Rhaphuma trimaculata
Rhaphuma trimaculata là một loài bọ cánh cứng trong họ Cerambycidae.